# Wallace Stevens
Wallace Stevens (ur. 2 października 1879 w Reading, Pensylwania, zm. 2 sierpnia 1955 w Hartford, Connecticut) — poeta i eseista amerykański.

## Życiorys
Urodził się w Reading (Pensylwania) z rodziców o ewangelickim, holenderskim i niemieckim pochodzeniu. Jego ojciec, Garrett Barcalow Stevens, był prawnikiem, a matka, z domu Zellers, była nauczycielką. Uczył się w Reading Boys' High School a od 1893 w Harvard College. Następnie studiował na New York Law School. Specjalizował się w prawie ubezpieczeniowym. W 1916 rozpoczął pracę w Towarzystwie Ubezpieczeniowym Hartforda, gdzie pracował do emerytury. Ożenił się z pochodzącą z jego rodzinnego miasta Elsie Kachel Moll, z którą miał córkę Holly (ur. w 1924). Wallace Stevens debiutował zbiorem wierszy Harmonium (1923), który sprzedał się w 100 egzemplarzach. Dorobek poetycki obejmuje również Ideas Of Order (1936); Owl's Clover (1936); The Man with the Blue Guitar (1937); Parts of the Word (1942); Notes Toward a Supreme Fiction (1942); Transport to Summer (1947); Auroras of Autumn (1950); Collected Poems (1954, zawierający cykl nowych utworów "The Rock"); a także tom szkiców i wykładów uniwersyteckich - The Necessary Angel (1951). Pośmiertnie ukazał się tom wierszy Opus posthumous (1957). Za Collected Poems Stevens otrzymał Nagrodę Pulitzera.
Wiersze Stevensa, kojarzone z późnym romantyzmem, imażyzmem i estetyzmem, uważane są za jedno z arcydzieł poezji XX wieku.
W języku polskim ukazały się dwa zbiory przekładów utworów Stevensa:
- Wiersze (wybór, przekład i słowo wstępne Jarosław Marek Rymkiewicz, wyd. PIW, Warszawa 1969)
- Żółte popołudnie (wybór, przekład i posłowie Jacek Gutorow, wyd. Biuro Literackie, Wrocław 2008)

Poecie temu jest też częściowo poświęcony nr 12 "Literatury na Świecie" z 2000 roku.